# Delia oregonensis
Delia oregonensis este o specie de muște din genul Delia, familia Anthomyiidae, descrisă de Griffiths în anul 1991.
Este endemică în Oregon. Conform Catalogue of Life specia Delia oregonensis nu are subspecii cunoscute.